# پیگاتس
پیگاتس (به انگلیسی: Pigotts) شهری در کشور آنتیگوا و باربودا است که جمعیت آن در سرشماری سال ۲۰۱۲ میلادی، ۱٬۸۷۸ نفر بوده‌است.